# Halfweg-Zwanenburg vasútállomás
Halfweg-Zwanenburg vasútállomás vasútállomás Hollandiában, Haarlemmerliede en Spaarnwoude községben, Halfweg településen.

## Vasútvonalak
Az állomást az alábbi vasútvonalak érintik:
- Amsterdam–Rotterdam-vasútvonal

## Kapcsolódó állomások
A vasútállomáshoz az alábbi állomások vannak a legközelebb:
- Haarlem Spaarnwoude vasútállomás
- Amsterdam Sloterdijk állomás